# Luciano Ciavatta
Luciano Ciavatta (* 1. Dezember 1955 in Serravalle) ist ein san-marinesischer Politiker. Er war 1994/95 einer der beiden Capitani Reggenti (Staatsoberhäupter) von San Marino.

## Leben
Ciavatti vertrat den Partito Socialista Sammarinese (PSS) in der 23. und 24. Legislaturperiode im san-marinesischen Parlament, dem Consiglio Grande e Generale. Bei der Parlamentswahl 2001 kandidierte er erneut für den PSS, verfehlte jedoch den Einzug ins Parlament.
Nach dem Rücktritt von Emma Rossi war er von 1997 bis 1998 Minister für Territorium, Umwelt, Landwirtschaft und Beziehungen zur AASP (Deputato per il Territorio, l’Ambiente, l’Agricultura e i Rapporti con l’A.A.S.P.), im folgenden Kabinett, das ebenfalls aus Partito Democratico Cristiano Sammarinese (PDCS) und PSS gebildet wurde, war er Gesundheitsminister (Segretario di Stato per la Sanità e la Sicurezza Sociale).
Für die Amtszeit vom 1. Oktober 1994 bis zum 1. April 1995 wurde er gemeinsam mit Renzo Ghiotti zum Capitano Reggente (Staatsoberhaupt von San Marino) gewählt.
Ciavatta ist seit 2007 san-marinesischer Botschafter in Luxemburg (mit Sitz in San Marino).
1994 gründete Ciavatta die Consultingfirma United Consulting, deren Vorsitzender er ist.

## Auszeichnungen
Ciavatta wurde am 11. Juni 1990 mit dem Großkreuz des Verdienstordens der Italienischen Republik ausgezeichnet.